# Glossator
Glossatorer kallades de franska, tyska och italienska rättsvetenskapsmän som under sent 1000- och 1100-tal studerade Justinianus I verk Digesta och, utifrån dessa studier, satte samman extensiva kommentarer och tolkningar av romersk rätt. Senare humanjurister på 1400- och 1500-talet menade att glossatorernas kommentarer och tillägg förvanskat och fördunklat Corpus juris civilis riktiga innebörd och mening.
I Svenska Akademiens ordbok är det äldsta belägget från 1635.